# Alexandre Colonna Walewski
Pour les articles homonymes, voir Colonna.
Titres
Président du Corps législatif
29 août 1865 – 29 mars 1867
(1 an et 7 mois)
Ministre d'État
23 novembre 1860 – 23 juin 1863
(2 ans et 7 mois)
Ministre des Affaires étrangères
7 mai 1855 – 4 janvier 1860
(4 ans, 7 mois et 28 jours)
Ambassadeur de France au Royaume-Uni
1851 – 1855 
(4 ans)
Sénateur
26 avril 1855 - 20 août 1865 – 2 avril 1867 - 27 septembre 1868
Député des Landes
20 août 1865 – 30 mars 1867
(1 an, 7 mois et 10 jours)
Signature
Alexandre Florian Józef Colonna Walewski, comte Walewski, puis duc (ad personam) Colonna Walewski, né le 4 mai 1810 au château de Walewice et mort le 27 septembre 1868 à Strasbourg, est un militaire, diplomate et homme politique franco-polonais. Fils naturel de Napoléon Ier et de Marie Walewska, il est ministre et sénateur sous le règne de son cousin Napoléon III.

## Biographie

### Fils de NapoléonIer

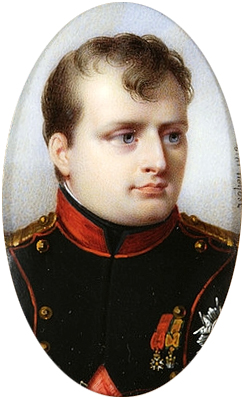
Miniature représentant l'empereur Napoléon.

En 1807, Napoléon Ier rencontre Maria Walewska, née Łączyńska, épouse du comte Anastazy Walewski (pl) (1736-1815) : Alexandre, né de cette liaison en 1810 à Walewice, est reconnu par le comte et porte son nom .
Alexandre est lui-même fait comte d'Empire par un décret impérial du 5 mai 1812 et des lettres patentes du 15 juin suivant, dont l'article 4 précise que ce titre est « transmissible à la descendance directe et légitime, naturelle ou adoptive ». Le bénéficiaire se voit accorder un revenu annuel de 170 000 francs. Les armoiries Colonna conférées par les lettres patentes en même temps que le titre de comte sont un mélange des blasons Walewski et Łączyński .
En septembre 1814, Alexandre accompagne sa mère qui rend visite à Napoléon, exilé sur l'Île d'Elbe dont il sera l'éphémère souverain.
Lorsque Maria Walewska, devenue veuve puis remariée en septembre 1816 au comte d'Ornano, meurt en couches le 11 décembre 1817, la tutelle d'Alexandre qui a alors sept ans est confiée à son oncle maternel Teodor Michał Łączyński.

### Au service de la Pologne et de la France
Revenu en Pologne en 1824, Alexandre Walewski refuse de servir dans l'armée impériale russe et, malgré la surveillance de la police, parvient à s'embarquer pour l'Angleterre. De là, il se rend à Paris d'où son extradition est refusée au gouvernement russe par le ministère Villèle.
Après la révolution de juillet 1830, Horace Sébastiani, ministre des affaires étrangères de Louis-Philippe Ier charge Walewski d'une mission secrète en Pologne.
Pendant l'insurrection polonaise de novembre 1830, Walewski se met au service du gouvernement insurrectionnel et en tant que son délégué à Londres il sollicite l'appui de l'Angleterre. Il revient à Paris après la défaite du soulèvement.
Il est naturalisé français en 1833 et devient officier d'ordonnance du maréchal Gérard.
Ayant perdu sa femme, Lady Catherine Montagu (fille du 6e comte de Sandwich), après deux ans de mariage, il demande à être envoyé en Afrique. Il est alors nommé capitaine dans la Légion étrangère. Il passe ensuite au 2e chasseurs d'Afrique et devient directeur des affaires arabes à Oran.

### Écrivain et homme politique

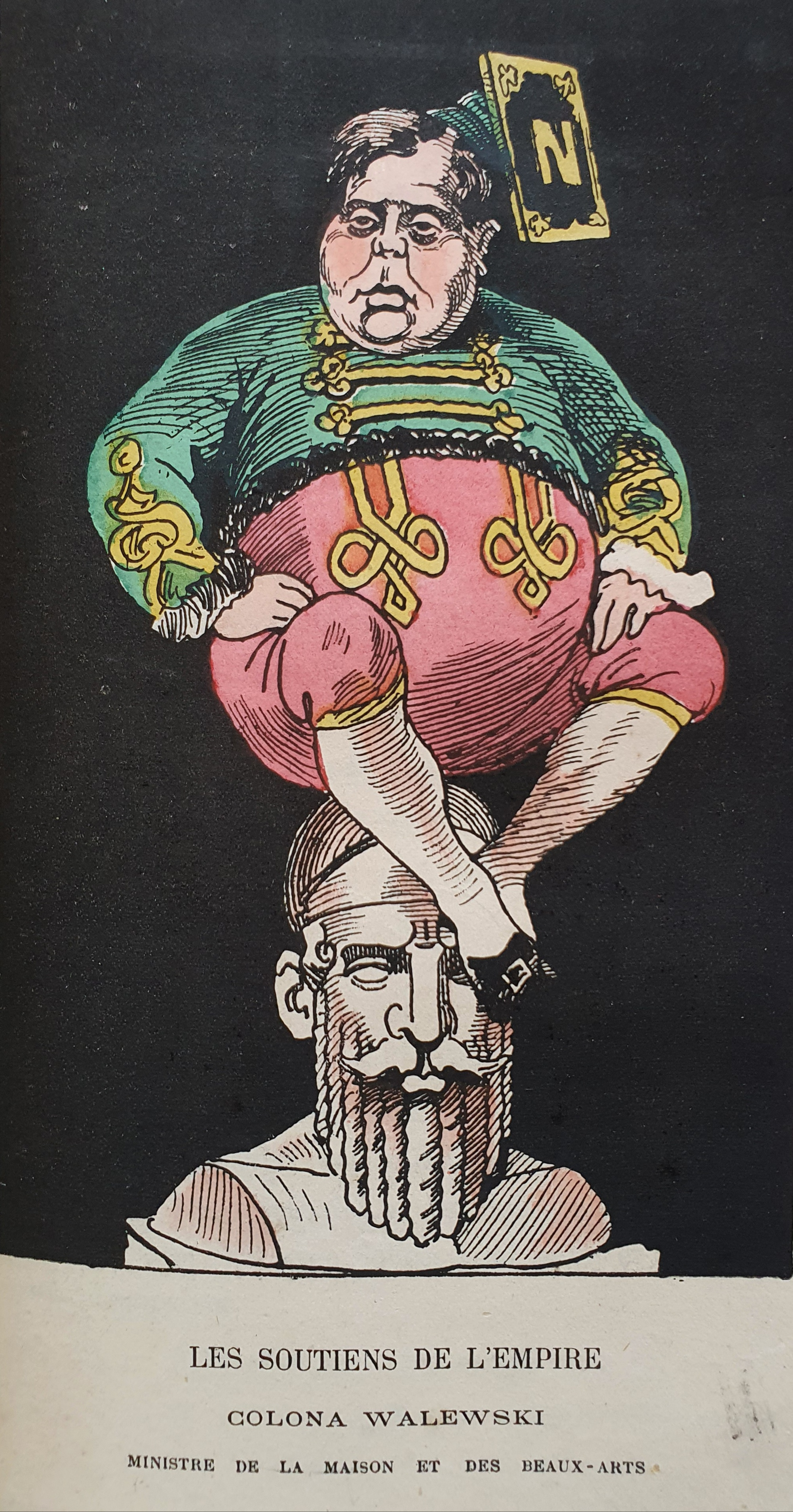
Caricature d'Alexandre Colonna Walewski dans lHistoire tintamarresque de Napoléon III, Touchatout, 1877.

De retour en France il passe capitaine au 4e hussards. En 1837 il donne sa démission et se fait connaître comme écrivain et comme auteur dramatique. Mais sa comédie L'École du monde ou la coquette sans le savoir, représentée au Théâtre-Français le 8 janvier 1840, n'a qu'un succès d'estime. La même année, Walewski vend son journal, le Messager des Chambres, à Adolphe Thiers qui l’envoie en mission près de Méhémet Ali pour obtenir son consentement au traité de Londres. Le ministère Guizot l'attache à la légation de Buenos Aires.
Après son élection à la présidence de la République, le prince Louis-Napoléon Bonaparte nomme Walewski  ministre plénipotentiaire à Florence (1849), puis ambassadeur à Naples (1850), à Madrid (1851) et à Londres (1851) où il négocie habilement la reconnaissance du Second Empire par le cabinet britannique.
Élevé à la dignité de sénateur le 26 avril 1855, Walewski devient ministre français des Affaires étrangères le 7 mai suivant, succédant à ce poste à Édouard Drouyn de Lhuys. Il préside alors la conférence de Paris qui a lieu après la guerre de Crimée et où il signe le traité le 30 mars 1856.
L’exécution du missionnaire des MEP Auguste Chapdelaine par les autorités locales chinoises en février 1856 (incident dit du père Chapdelaine), dans la province du Guangxi, sert de prétexte au comte Walewski, pour accepter de rejoindre les Britanniques dans leur expédition punitive qui inaugure la Seconde guerre de l'opium. Il nomme le baron Gros comme ambassadeur en Chine.
| - Alexandre Walewski, photographié en 1856 par Pierre-Louis Pierson. - Portrait du comte Alexandre Walewski en 1855. - Alexandre Walewski par Disdéri, vers 1865. - La tragédienne Élisabeth Rachel Félix, dite Rachel qui a une liaison avec le comte Walewski. - La duchesse Colonna-Walewski, née Marie-Anne-Catherine-Clarisse-Cassandre di Ricci (1823-1912), sa seconde épouse. |

### Échec à la présidence du Corps législatif

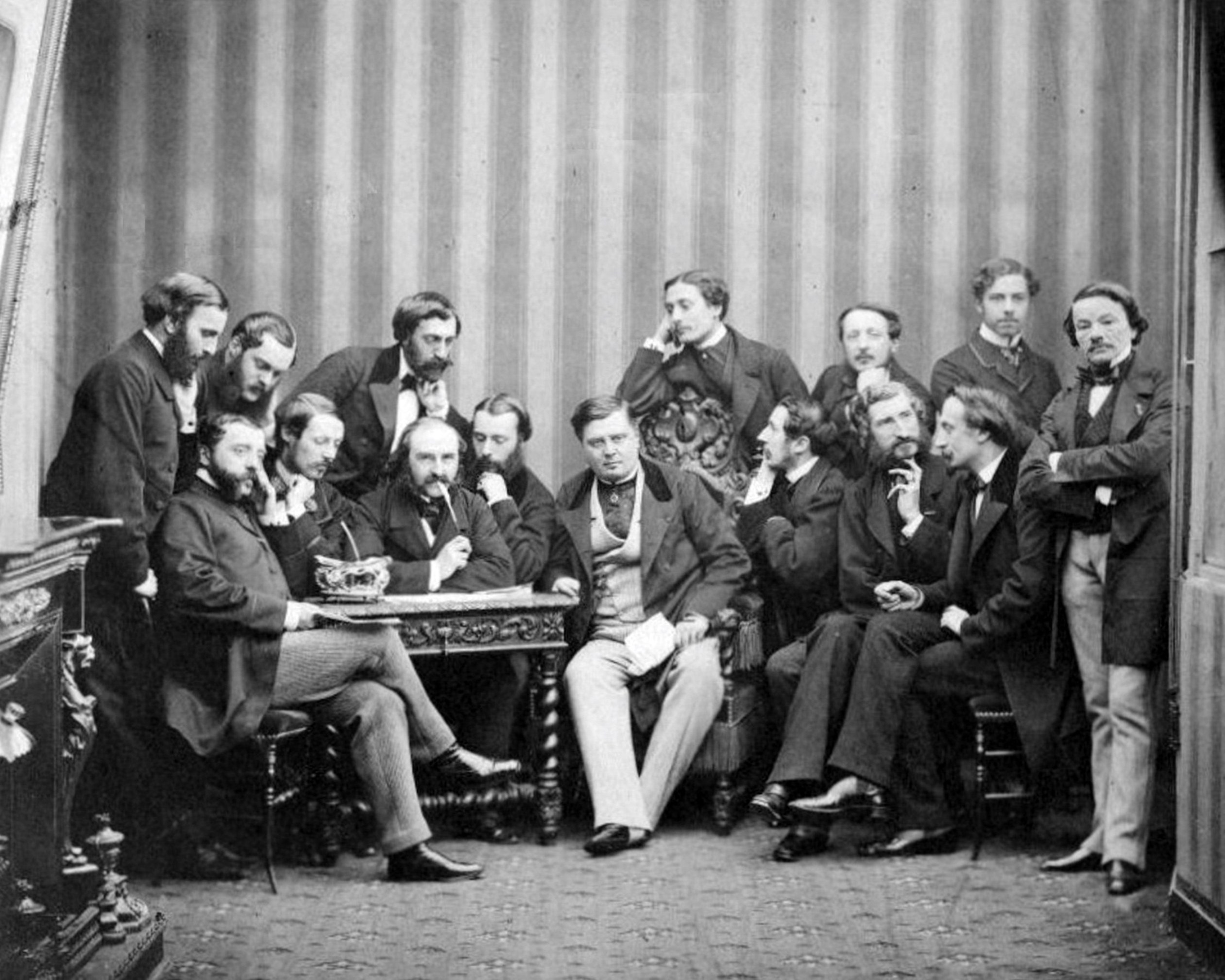
Le cabinet ministériel des Affaires étrangères du comte Alexandre Walewski sous Napoléon III en 1859. Autour du comte Walewski, de gauche à droite : baron Robert de Billing, le marquis de Trévise, Prosper Ernest des Vallières, Tamisier, Paul de Monicault, Caumont, Arthur Jean Merault, Armand, baron Frédéric de Billing, Laboulaye, comte de Saint-Vallier, Cabrol, le comte de Castelvecchio, Albert Félix Ignace de Biberstein-Kazimirski.

Opposé à Napoléon III sur la question italienne, Walewski démissionne de sa fonction de ministre. Il est alors nommé membre du conseil privé puis ministre d'État avec la direction des Beaux-Arts.
Le 21 juillet 1862, Walewski pose la première pierre de l'opéra Garnier. Plus tard, il présente un projet de loi sur la propriété artistique et littéraire.
Le 22 juin 1863, il démissionne de son poste de ministre, puis de son mandat de sénateur en 1865, pour se faire élire député au Corps législatif, le 29 août 1865, dans la 2e circonscription des Landes. L'empereur qui l'a destiné à la présidence du Corps législatif pour y remplacer son demi-frère le duc de Morny décédé, le nomme à ces fonctions avant même que son élection soit validée. L'opposition dit alors : « Chassez le naturel, il revient au galop ! ».
Walewski incline vers le régime parlementaire et témoigne vis-à-vis de l'opposition d'une impartialité qui déplaît à Eugène Rouher. Sur son refus de rappeler à l'ordre Adolphe Thiers, la majorité soulève un tumulte et Walewski est obligé de donner sa démission de député en avril 1867.
Walewski entre ensuite au Sénat et présente à l'Empereur Émile Ollivier. Mais cette entrevue n'apporte pas les résultats espérés et Walewski, renonçant à la politique active, part en voyage en Allemagne.
Il meurt au retour de ce voyage, le 27 septembre 1868, à Strasbourg. L'État accorde à sa veuve une pension de 20 000 francs.
Walewski avait reconnu le fils qu'il avait eu de Mlle Rachel, mais le titre de comte ne put se transmettre à sa descendance.
Il repose dans la 66e division du cimetière du Père-Lachaise.

### Les descendants
Alexandre Walewski est d'abord marié à Lady Catherine Montagu (7 octobre 1808, Londres ✝ 30 avril 1834, Paris) par laquelle il est père de : 
1) Louise-Marie (14 décembre 1832 - 1833) ;
2) Georges-Edouard-Auguste (7 mars 1834 - 9 mai 1835)
D'une liaison avec la tragédienne favorite de Victor Hugo, Rachel, Alexandre Walewski est père de :
3) Alexandre-Antoine-Jean (3 novembre 1844 - 20 août 1898), reconnu en 1844 et adopté par Walewski en 1860, consul général de France, marié le 17 novembre 1868 avec Jeanne-Claire-Marie Saladduchin dit Sala (26 mai 1845 - 22 janvier 1881), père d'André Walewski (1871-1954)
Alexandre Walewski se remarie le 4 juin 1846 avec Marie-Anne di Ricci (18 juillet 1823 - 18 novembre 1912), fille de Zanobi, comte di Ricci (✝ 16 octobre 1844) et d'Izabella Poniatowska (fille illégitime de Stanislas Poniatowski, neveu de Stanislas II, dernier roi de Pologne), dont :
4) Isabelle (12 mai 1847 - 2 juillet 1847)
5) Charles, 2e comte Walewski (4 juin 1848 - 2 octobre 1916), lieutenant-colonel au 131e régiment d'infanterie de ligne, marié à Félicie Douay, fille du général Félix Douay, sans postérité
6) Catherine-Elisabeth-Elise (15 décembre 1849 - 14 mars 1927), mariée avec le comte Félix de Bourqueney (25 avril 1847 - 17 juin 1912)
7) Eugénie-Louise-Irène (30 mars 1856 - 22 novembre 1884), mariée avec le comte (romain) Frédéric Mathéus (20 juillet 1846 - 25 février 1929)

## Hommage et honneurs

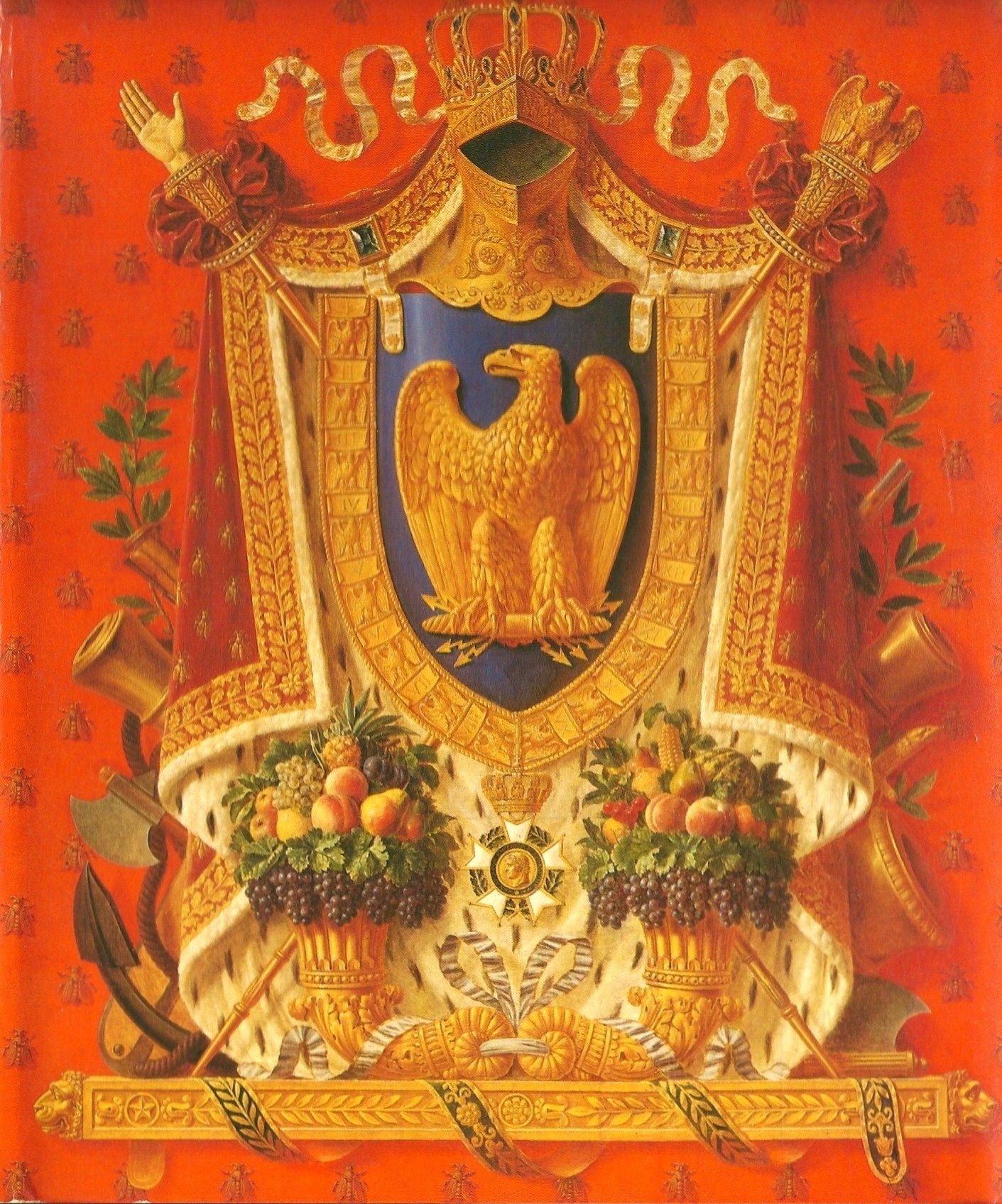
Les grandes armes de l'Empire français, modèle de tapisserie pour la manufacture des Gobelins par François Dubois (1790-1871) d'après Jacques-Louis de La Hamayde de Saint-Ange (1780-1860).

### Titres nobiliaires
- Comte Walewski et de l'Empire par décret du 5 mai 1812 et lettres patentes du 15 juin suivant.
- Duc de l'Empire en 1866[réf. nécessaire].

### Distinctions
- Croix d'or Virtuti Militari en 1831,
- Chevalier de l'ordre souverain de Malte en 1847,
- Grand-croix de la Légion d'honneur en 1856.

### Fonctions non politiques
- Membre de l'Institut de France :
  - Membre libre de l'Académie des Beaux-Arts le 8 février 1868 ;
- Président de la Société de géographie (1863-1864).

## Pensions, rentes
- On lui octroie un revenu annuel de 170 000 francs avec son titre de comte de l'Empire (1812) ;
- En janvier 1814, Napoléon Ier donne des instructions pour qu'on lui assure une rente de 50 000 francs et lui fait acheter un hôtel particulier au 48, rue de la Victoire (137 500 francs).

## Publications
- Un mot sur la question d'Afrique en 1837 ;
- L'Alliance anglaise en 1838 ;

## Iconographie
Henri d'Ainecy, comte de Monpezat, Le comte Walewski et la comtesse Walewska en phaéton (coll. de la comtesse Walewska en 1922), tableau reproduit dans l'article de Léandre Vaillat relatif à l'exposition « Le décor de la vie sous le Second Empire » au pavillon de Marsan du musée du Louvre (L'Illustration no 4136, 10/06/1922 - arch. pers.)